# 铁合金
铁合金是铁与一定量其他金属元素的合金，是炼钢的原料之一。在炼钢时作钢的脱氧剂和合金元素添加剂，用以改善钢的性能。
- 硅铁（英语：Ferrosilicon）含硅量一般在15-90%之间。[2]
- 锰铁（英语：Ferromanganese）是铁和锰以及硅、碳、硫、氮、磷等元素的合金[3]。2019年全球高碳锰铁产量为440万吨，主要产区是中国（39%）、印度（16%）和日本（7%）[4]。
- 铬铁（英语：Ferrochrome）通常含铬量在50%-70%[5][6]，主要用来生产不锈钢。
- 硼铁（英语：Ferroboron）的硼含量一般在17.5%-20%，作为硼元素加入剂，用于炼钢、铸造和钕铁硼合金等。[7]
- 钼铁（英语：Ferromolybdenum）的钼含量在60-75%[8]。